# Higgs and Wilson
Higgs and Wilson fue un grupo armónico vocal de Jamaica compuesto por Joe Higgs y Roy Wilson. 
Higgs and Wilson fueron uno de los primeros grupos autóctonos de Jamaica, y su sencillo debut fue "Oh Manny Oh", que vendió más de 50.000 copias en Jamaica en 1960. A principios de los sesenta trabajarn con el productor musical Coxsone Dodd, y tuvieron varios éxitos incluyendo "How Can I Be Sure" y "There's A Reward". Higgs continuó su carrera como solista cuando Wilson se fue a los Estados Unidos a finales de los sesenta.

## Discografía de Singles
- "Oh Manny Oh" - 1960
- "When You Tell Me Baby"
- "I Long For The Day" - 1960 (ZSP 50415-1A) Wirl(Label)
- "It Is A Day" - 1960
- "How Can I Be Sure" - 1960
- "Come On Home" - 1961
- "Ska Ba Da" - 1961 (ZSP 53125 1-A)
- "Change Of Mind" (ZSP-53124-1A)
- "Mighty Man"
- "If You Want Pardon" - 1963
- "Gone Is Yesterday" - 1964
- "Love Not For Me" - 1964
- "To Spend An Evening"
- "Pain In My Heart"
- "Saturday Night" - 1965
- "Don't Mind Me" - 1970
- "Give Me A Try" (FTW 101)Zukor (Label)
- "Gun Talk" (FTW 102)Zukor (Label)
- "Come On Home" (ZSP 53126-1A)WIRL (Label)
- "The Robe" (ZSP 53127-1A) WIRL (Label)
- "Pretty Baby" (ZSP 50414-1A) WIRL (Label)
- "Your Love Is Mine" (WC-7) Wincox (Label)
- "There's A Reward" (WC-8) Wincox (Label)
- "Lover's Song" (ZSP 50416-1A) WIRL (Label)
- "It Is A Day" (ZSP 50417-1A) WIRL (Label)